# Яр (станция)
Яр — узловая железнодорожная станция Кировского региона Горьковской железной дороги в посёлке Яр Удмуртской Республики.
На станции останавливаются некоторые поезда дальнего следования, а также пригородные электропоезда до станций Киров, Верхнекамской, Глазов и Балезино (до весны 2013 года — до Ижевска).
На Киров и Глазов пути электрифицированы переменным током, на станцию Верхнекамская отходит неэлектрифицированная ветка.

## История
Станция открыта в 1899 году.
Осенью 1927 года на северо-востоке Кировской области началась прокладка железнодорожной линии в верховьях Вятки и Камы. В качестве места соединения новой ветки с Транссибирской магистралью была выбрана станция Яр. Уже в конце 1931 года по новой линии Яр — Фосфоритная прошёл первый поезд, а станция Яр превратилась в железнодорожный узел.
В 1947—1949 гг. было построено новое здание железнодорожного вокзала. В 1951 году на станции возведён переходный мост через пути, опоры которого были смонтированы из старых рельс.
Во время Великой Отечественной войны и в послевоенный период вокзал станции Яр ставился в пример для вокзалов почти всего Советского Союза. Газеты и журналы того времени неоднократно отмечали отличное обслуживание на местном вокзале. В Москве даже была издана брошюра «Обслуживание пассажиров на вокзале станции Яр», в которой был изложен опыт работы коллектива.
В 1964 году основной парк станции был электрифицирован переменным током.
В 2007—2008 гг. на станции велось строительство современного крытого пешеходного моста через железнодорожные пути.

## Дальнее следование по станции
| № поезда                  | Маршрут движения               | № поезда                  | Маршрут движения               |
| ------------------------- | ------------------------------ | ------------------------- | ------------------------------ |
| 11 «Ямал»                 | Новый Уренгой — Москва         | 12 «Ямал»                 | Москва — Новый Уренгой         |
| 55 «Енисей»               | Красноярск — Москва            | 56 «Енисей»               | Москва — Красноярск            |
| 71 «Демидовский Экспресс» | Екатеринбург — Санкт-Петербург | 72 «Демидовский Экспресс» | Санкт-Петербург — Екатеринбург |
| 83 «Северный Урал»        | Приобье — Москва               | 84 «Северный Урал»        | Москва — Приобье               |
| 91                        | Северобайкальск — Москва       | 92                        | Москва — Северобайкальск       |
| 131                       | Ижевск — Санкт-Петербург       | 132                       | Санкт-Петербург — Ижевск       |
| 145                       | Челябинск — Санкт-Петербург    | 146                       | Санкт-Петербург — Челябинск    |
| 367                       | Кисловодск — Киров             | 368                       | Киров — Кисловодск             |